# Edgardo Berdeguer
Edgardo Berdeguer, född 29 januari 1954, är en puertoricansk bågskytt. Han deltog vid olympiska sommarspelen 1976.